# Charibatia
Charibatia è una suddivisione dell'India, classificata come census town, di 5.232 abitanti, situata nel distretto di Cuttack, nello stato federato dell'Orissa. In base al numero di abitanti la città rientra nella classe V (da 5.000 a 9.999 persone).

## Geografia fisica
La città è situata a 20° 35' 13 N e 85° 55' 55 E.

## Società

### Evoluzione demografica
Al censimento del 2001 la popolazione di Charibatia assommava a 5.232 persone, delle quali 2.835 maschi e 2.397 femmine. I bambini di età inferiore o uguale ai sei anni assommavano a 509, dei quali 292 maschi e 217 femmine. Infine, coloro che erano in grado di saper almeno leggere e scrivere erano 4.439, dei quali 2.488 maschi e 1.951 femmine.